# Theodor Eilers
Carl Theodor Eilers (* 15. März 1836 in Koblenz; † 1887) war ein deutscher Verwaltungs- und Ministerialbeamter und Parlamentarier.

## Leben
Theodor Eilers war Sohn des Philologen und Gymnasialdirektors Gerd Eilers und studierte Rechtswissenschaften an der Universität Halle und in Heidelberg. 1856 wurde er Mitglied des Corps Salingia Halle. Nach dem Studium trat er in den preußischen Staatsdienst. Von 1863 bis 1865 absolvierte er das Regierungsreferendariat bei der Regierung in Trier und bestand 1865 das Regierungsassessor-Examen. 1866 wurde er Hilfsarbeiter im Handelsministerium. 1868 wechselte er als Assistent zur Landdrostei und dem Oberpräsidium in Hannover. 1869 wurde er zum Amtshauptmann des Amtes Syke ernannt. 1873 erfolgte seine Ernennung zum Amtmann des Amts Gifhorn und Kreishauptmann des Steuerkreises Gifhorn. 1880 wechselte er in das preußische Finanzministerium, wo er 1882 zum Vortragenden Rat befördert wurde.
Eilers wurde 1879 für den Wahlkreis Hannover 23 (Gifhorn) in das Preußische Abgeordnetenhaus gewählt. Durch seine 1882 erfolgte dienstliche Beförderung verlor er am 16. April 1882 das Mandat.

## Auszeichnungen
- Ernennung zum Geheimen Finanzrat, 1882